# Carmelo Lumia
Carmelo Lumia (Termini Imerese, 19 marzo 1990) è un lottatore italiano, specializzato nella lotta libera e nella lotta sulla spiaggia.

## Biografia
Classe 90, siciliano ma romano di adozione, è stato uno dei campioni azzurri di lotta stile libero più promettenti del panorama italiano.
Viene da un quartiere popolare di Termini Imerese (PA) dove grazie allo sport è riuscito a distinguersi diventando esemplare per tanti giovani.
Proviene da una famiglia di lottatori: il papà Pietro è Istruttore, il fratello Paolo praticava anch’esso la lotta ed è stato plurimedagliato a livello nazionale.
Vincitore di sei titoli italiani assoluti, quattro titoli italiani universitari e svariati titoli italiani giovanili in ogni classe d’età, poiché pratica la lotta da quando aveva cinque anni.
Si è sempre distinto ad importanti Tornei Internazionali di lotta stile libero, classe Senior, in giro per il mondo indossando la maglia cremisi della Polizia di Stato FFOO e quella azzurra:
- BRONZO “Golden Grand Prix 2013” - 74 kg - Sassari (ITA)
- BRONZO “City of Sassari Tournament 2014” - 74 kg - Sassari (ITA)
- ORO “Concordia Open 2014“ - 76 kg - Montréal (CAN)
- ARGENTO “Mc Master Invit 2014“ -76 kg - Hamilton/Ontario (CAN)
- QUARTO POSTO “Bill Farrell Memorial International Tournament 2014” - 74 kg - New York (USA)
- ORO “Memorial Svoboda 2015” - 74 kg - Bratislava (SVK)
- ARGENTO “Grand Prix of Spain 2015” alle spalle dell’americano David Taylor - 74 kg - Madrid (ESP)
- BRONZO “Torneo Città di Sassari 2016” - 74 kg - Sassari (ITA)
- BRONZO “Memorial Svoboda 2017” - 74 kg - Bratislava (SVK)
- ORO “City of Sassari Tournament 2017” - 74 kg - Sassari (ITA)
- BRONZO “Grand Prix of Spain 2017” - 74 kg - Madrid (ESP)
- BRONZO “Henri Deglane Challenge 2017” - 86 kg - Nice (FRA)
- BRONZO “Ranking Series - Matteo Pellicone Tournament 2020” - 79 kg - Roma (ITA)

Ha rappresentato l'Italia a varie edizioni dei Campionati Mondiali, Campionati Europei, classificandosi:
- Ottavo posto ai Campionati Europei Juniores di lotta libera anno 2009 - Tbilisi (GEO);
- Decimo posto ai Campionati Mondiali Juniores di lotta libera anno 2009 - Ankara (TUR);
- Sedicesimo posto ai Campionati Mondiali Senior di lotta libera anno 2011 - Istanbul (TUR)
- Decimo posto ai Giochi europei di Baku 2015 (AZE)

Ai Giochi del Mediterraneo di Mersin 2013, ha vinto la medaglia di bronzo nel torneo degli -84 chilogrammi lotta libera.
Ha partecipato a tre tornei di qualificazione olimpica nei 74 kg.
Ha fatto parte del team di Frank Chamizo Marquez ai Giochi olimpici di Rio 2016, dove quest’ultimo ha vinto la medaglia di bronzo.
Ai Giochi del Mediterraneo sulla spiaggia di Patrasso 2019, ha vinto la medaglia di bronzo nel torneo degli -90 chilogrammi Beach Wrestling.
Nel 2015, ha ottenuto la carica di Aspirante Allenatore per meriti sportivi grazie alla sua medaglia conquistata ai Giochi del Mediterraneo di Mersin 2013, trasformata per anzianità nel 2021 nel ruolo di Allenatore. Ha conseguito ad agosto 2023 il brevetto di Istruttore attivo dal 1 gennaio 2024.
Dal 2020  ha sempre collaborato con Nazionale Italiana di Lotta Libera in qualità di Tecnico, partendo dalle classi giovanili fino a partecipare alle Olimpiadi.
Infatti è stato presente nella figura di tecnico alle Olimpiadi di Tokyo 2020 con Frank Chamizo e Abraham Conyedo che ha ottenuto la medaglia di bronzo, e alle Olimpiadi di Parigi 2024 accompagnando l’unico Italiano presente in gara della lotta stile libero Frank Chamizo.

## Palmarès
- Giochi del Mediterraneo

Mersin 2013: bronzo nei -84 kg.
- Giochi del Mediterraneo sulla spiaggia

Patrasso 2019: bronzo nei -90 kg.